# Bernd Schulte (Staatssekretär)
Bernd Schulte (* 13. Mai 1985 in Meschede) ist ein deutscher Jurist, Politiker und politischer Beamter (CDU). Seit 29. Juni 2022 fungiert er als Staatssekretär und Amtschef der Staatskanzlei des Landes Nordrhein-Westfalen.

## Leben

### Ausbildung und beruflicher Werdegang
Schulte absolvierte im Jahr 2004 das Abitur am Gymnasium der Benediktiner in Meschede und sodann von 2004 bis 2009 ein Studium der Rechtswissenschaften an der Westfälischen Wilhelms-Universität Münster, welches er mit dem ersten Staatsexamen abschloss. Es schloss sich ein Promotionsstudium an; 2013 wurde er unter Betreuung von Johanna Hey mit einer Dissertation zum Thema „Kommunale Einkommensbesteuerung“ an der Universität zu Köln zum Doktor der Rechte promoviert. Schulte erhielt sowohl ein Studienstipendium als auch ein Graduiertenstipendium der Konrad-Adenauer-Stiftung. Von 2012 bis 2014 war er Rechtsreferendar, unter anderem im Bundeskanzleramt in Berlin; 2014 schloss er das Referendariat mit dem zweiten Staatsexamen ab.
Von 2014 bis 2015 war Bernd Schulte als Rechtsanwalt in Hamm und Münster tätig. Im Juni 2015 wurde er ohne Gegenstimme zum Ersten Beigeordneten der Stadt Hemer gewählt. Zudem wurde er im Jahr 2016 einstimmig zum Kämmerer der Stadt bestellt. Im Jahr 2019 übernahm er in der Staatskanzlei des Landes Nordrhein-Westfalen zunächst als Ministerialrat die Leitung des Referates Regierungsplanung, sodann die Leitung des Stabes des Chefs der Staatskanzlei Nathanael Liminski.
Im Zuge der Bildung des Kabinetts Wüst II im Juni 2022 wurde Schulte von Ministerpräsident Hendrik Wüst zum Staatssekretär und Amtschef der Staatskanzlei des Landes Nordrhein-Westfalen berufen. Als solcher ist er neben der Leitung der Behörde vor allem mit der Koordination der schwarz-grünen Landesregierung befasst. Zum 1. Juni 2025 übernahm er zusätzlich die Zuständigkeiten für Bundesangelegenheiten und Medien von Mark Speich.
Er ist für das Land Nordrhein-Westfalen Mitglied im Verwaltungsrat von Deutschlandradio sowie stellvertretendes Mitglied im Beirat der Bundesnetzagentur.

### Politische Tätigkeiten
Schulte ist Mitglied der Christlich Demokratischen Union Deutschlands. Seit 2007 ist er stellvertretender Vorsitzender des CDU-Stadtverbandes Meschede. Von 2012 bis 2019 war er Vorsitzender des Bezirksverbandes Südwestfalen der Jungen Union. Ferner gehört er seit 2012 dem Vorstand des CDU-Bezirksverbands Südwestfalen und seit 2014 dem Landesvorstand der CDU Nordrhein-Westfalen an. 2014 wurde er bei der Kommunalwahl in den Kreistag des Hochsauerlandkreises gewählt und bei der Kommunalwahl 2020 im Amt bestätigt.
Für die Bundestagswahl 2021 beabsichtigte Schulte als CDU-Direktkandidat im Wahlkreis Hochsauerland zu kandidieren, verzichtete jedoch im März 2021 zugunsten von Friedrich Merz auf eine Kandidatur. Eine im Mai 2021 stattgefundene Beförderung zum Gruppenleiter in der Staatskanzlei wurde von der NRW-SPD als „Dankeschön-Beförderung“ hierfür kritisiert. In der Antwort auf eine entsprechende Kleine Anfrage im Landtag wies die Staatskanzlei einen Zusammenhang zwischen der Funktionsübertragung und dem Verzicht von Schulte auf eine Kandidatur als haltlos zurück.

### Privates
Schulte ist verheiratet und Vater von drei Kindern. Seit Beginn des Studiums ist er Mitglied im KStV Markomannia Münster. Von 2010 bis 2011 war er Bundesvorsitzender der Arbeitsgemeinschaft katholischer Studentenverbände (AGV) und von 2011 bis 2019 Mitglied im Zentralkomitee der deutschen Katholiken.